# Jin Yunpeng
Jin Yunpeng o Chin Yun-peng (Hefei, 1877 – Tientsin, 30 gennaio 1951) è stato un generale e politico cinese del Periodo dei signori della guerra. Fu sia ministro della Guerra che primo ministro della Cina.

## Biografia
Jin si diplomò all'Accademia militare di Tientsin e fu nominato generale nel 1914. Dopo aver sostenuto l'ascesa del presidente Yuan Shikai come imperatore nel 1915, ricevette il titolo di conte. Dopo lo smantellamento dell'Impero e la morte di Yuan nel 1916, divenne uno dei membri più importanti della cricca di Anhui. Tra il settembre del 1919 e il maggio del 1920 fu nominato primo ministro e ministro della Guerra del Governo Beiyang della Repubblica di Cina dominata dai signori della guerra. Il suo primo governo fu molto instabile. Partecipò nel luglio 1920 alla guerra Zhili-Anhui dove il suo campo fu sconfitto ma tornò a servire come primo ministro e ministro della Guerra dall'agosto 1920 al dicembre 1921.
Si ritirò dalla politica, emigrando alla Concessione britannica di Tientsin ma nel 1927 durante la Spedizione del Nord, tentò di riorganizzazione il governo cinese ma fu fermato. Alla Concessione britannica gli fu proposto, invano, di collaborare con il governo nazionalista del Kuomintang prima, e il Governo provvisorio della Cina dopo, durante la successiva occupazione giapponese. Negli ultimi anni divenne un monaco buddista ma con l'istituzione della Repubblica Popolare Cinese dovette abbandonare la carica religiosa. Morì a Tientsin.